# Svanskogsbanan
Svanskogsbanan är den kvarvarande delen av den gamla Åmål-Årjängs Järnväg, ÅmÅJ. Järnvägen används numera uteslutande för museijärnvägstrafik av Järnvägssällskapet Åmål-Årjängs Järnväg, JÅÅJ.

## Beskrivning
Den 25 kilometer långa linjen löper genom såväl tät skog som på ängsmark och efter sjöar. Banan utgår från Åmåls djuphamn vid Vänern och går genom en 248 m lång tunnel (Hamnspårstunneln) till Åmål Östras gamla station. Därefter passerar den JÅÅJ:s bangård och järnvägsmuseum innan den korsar Bergslagsbanan via en viadukt. 
Den första av banans bevakade vägkorsningar är korsningen med Europaväg 45, vid den andra ligger hållplatsen Slommerud och strax efter den tredje ligger Jakobsbyns hållplats. Efter Finntorp går banan på en bank i sjön Kalven och strax norr om Kroppans hållplats passeras gränsen mellan Västra Götalands och Värmlands län. Här kommer banan in på Dalboredden. går längs sjön Ömmeln, förbi ”stridsvagnshindret”, en anordning med vars hjälp man kunde spärra spåret för trupper och militärfordon. Efter Ömmelns station går det uppför mot banans högsta punkt, 140 meter över havet, som finns mitt inne i den 263 meter långa Bollsbytunneln. Efter att ha åkt genom Bollsbytunneln passerar linjen förbi Källtegen och Svanskogs Folkets Hus, emellan vilka landskapsgränsen mellan Värmland och Dalsland passeras. Huvuddelen av banan ligger i landskapet Dalsland.

## Historik
Järnvägssällskapet Åmål-Årjängs Järnväg som bildades 1976 började köra evenemangstrafik med ånglok sommaren 1980. För ångloksdriften behövs vändskivor och föreningen återinstallerade en vändskiva i Åmål 1981 och 1995 flyttades vändskivan från Årjäng till Svanskog. När godstrafiken upphörde på Åmål-Årjängs Järnväg den 1 januari 1992 arrenderade föreningen den kvarvarande delen av järnvägen mellan Åmåls djuphamn och Svanskog Svanskogsbanan.  Föreningen köpte lokstallet i Åmål 1985, stationsbyggnaden i Svanskog blir en stiftelse 1993, Ömmelns bangård köptes år 2000 och renoveras 2003. Säffle och Åmåls kommuner köpte järnvägen från Svenska staten 2004 medan föreningen fortsätter drift och underhåll.
Banvallen rasade vid Säter 2002 och vid Bårnäs i norra Edsleskog 2009. Banan reparerades efter den sista händelsen. Persontrafiken har upphört efter reparationen av banvallen eftersom banunderhållet på resten av banan blev eftersatt och det finns inget trafiktillstånd från Transportstyrelsen.  Bollsbytunneln stängdes 2011 och behöver repareras för en kostnad beräknad till 1 miljon kronor. Det finns ingen finansiering hos föreningen för detta.

## Nutid
Det finns ingen persontrafik längs banan. Järnvägsmuseet i Åmål och stationsmuseet i Svanskog är öppna för allmänheten och vid dessa finns föreningens fordonssamling av ånglok, diesellok, lokomotorer, vagnar och arbetsfordon. Mellan Finntorp och Bollsbyn innan tunneln går det att cykla dressin.

## Framtid
Det har funnits förslag från Åmål kommun att använda tunneln till djuphamnen för lastbilstrafik eller kombinerad lastbil- och järnvägstrafik.